# Ахметовское сельское поселение (Татарстан)
Ахметовское се́льское поселе́ние — муниципальное образование в Нурлатском районе Татарстана Российской Федерации.
Административный центр — деревня Ахметово.

## История
Статус и границы сельского поселения установлены Законом Республики Татарстан от 31 января 2005 года № 32-ЗРТ «Об установлении границ территорий и статусе муниципального образования "Нурлатский муниципальный район" и муниципальных образований в его составе».

## Население
| 2010  | 2011  | 2012 | 2013  | 2014  | 2015  | 2016  |
| ----- | ----- | ---- | ----- | ----- | ----- | ----- |
| 1697  | ↘1689 | ↘595 | ↗1643 | ↘1608 | ↘1596 | ↘1571 |
| 2017  | 2018  |      |       |       |       |       |
| ↘1548 | ↘1527 |      |       |       |       |       |

## Состав сельского поселения
| № | Населённый пункт | Тип населённого пункта            | Население |
| - | ---------------- | --------------------------------- | --------- |
| 1 | Аксумла          | село                              |           |
| 2 | Ахметово         | деревня, административный центр   |           |
| 3 | Ахметово         | посёлок железнодорожного разъезда |           |
| 4 | Ерепкино         | деревня                           |           |
| 5 | Осиновка         | деревня                           |           |
| 6 | Чишма            | посёлок                           |           |
| 7 | Чувашская Менча  | деревня                           |           |